# Gemeingut
|                    | Rivalitätsgrad = 0             | Rivalitätsgrad = 1                              |
| ------------------ | ------------------------------ | ----------------------------------------------- |
| Exklusionsgrad = 0 | öffentliches Gut (z. B. Deich) | Allmendegut (z. B. überfüllte Innenstadtstraße) |
| Exklusionsgrad = 1 | Klubgut (z. B. Pay-TV)         | Privates Gut (z. B. Speiseeis)                  |

Gemeingut (oder Kollektivgut; englisch common good) sind in der Wirtschaftswissenschaft Güter, die für alle potenziellen Nachfrager frei zugänglich sind und die von mehreren (oder sogar allen) Wirtschaftssubjekten gleichzeitig genutzt werden können. Gegensatz sind die privaten Güter.

## Allgemeines
Richard Musgrave unterschied 1957 zwischen privaten Gütern (englisch private goods), öffentlichen Gütern (englisch social goods) und meritorischen Gütern (englisch merit goods), Öffentliche Güter werden häufig mit Gemeingütern gleichgesetzt, unterscheiden sich jedoch voneinander. Dabei sind die Kriterien der Ausschließbarkeit und Rivalität zu untersuchen, also ob Dritte im Konsum von der Nutzung des Gutes rechtlich oder faktisch ausgeschlossen werden können und ob es bei einem konkreten Gut konkurrierende Nachfrager gibt.

## Kriterien
Gemeingüter, öffentliche oder private Güter werden an zwei Kriterien gemessen, und zwar der Ausschließbarkeit (mit dem Maßstab des Exklusionsgrades) und der Rivalität (mit dem Rivalitätsgrad). Ein Exklusionsgrad von „null“ bedeutet, dass niemand vom Konsum ausgeschlossen werden kann. Ein Rivalitätsgrad von „null“ besagt, dass es im Konsum keine Rivalität durch konkurrierende Nachfrager gibt. Vom Konsum ausgeschlossen werden kann, wer keinen Beitrag zu den Produktionskosten des Gutes leistet. Rivalität im Konsum liegt vor, wenn ein Nachfrager den Konsum desselben Gutes durch andere Nachfrager beeinträchtigt oder verhindert (ein Apfel kann nur einmal gegessen werden). Aus Sicht der anderen, ausgeschlossenen Nachfrager übt der konsumierende Nachfrager einen externen Effekt aus. Öffentliche Güter sind deshalb eine Unterart der Gemeingüter mit der Eigenschaft der Nicht-Ausschließbarkeit.
Von einem Klubgut (Mautgut) wird gesprochen, wenn ein Ausschluss vom Konsum möglich ist und keine Rivalität besteht, während bei Allmendegütern Rivalität besteht, aber das Ausschlussprinzip nicht praktiziert werden kann. Ist der Konsumausschluss technisch unmöglich, zu aufwendig oder sozial unerwünscht (Meritorik), kann eine Bereitstellung auf dem Gütermarkt nicht oder nur suboptimal erfolgen (Marktversagen).

## Beispiele
Da Gemeingüter im Konsum nicht rivalisierend wirken, können sie nicht auf dem Gütermarkt marktwirtschaftlich angeboten werden. Mehrere Wirtschaftssubjekte können ein Gemeingut gemeinsam und unabhängig voneinander nutzen, ohne sich gegenseitig zu beeinträchtigen oder zu behindern. Gemeingüter sind dadurch gekennzeichnet, dass sie gleichzeitig von mehreren oder von allen Wirtschaftssubjekten genutzt werden dürfen, weil der Exklusionsgrad „null“ ist. Da ein Ausschluss oft nur durch hohen Aufwand möglich ist (Überwachung der Mautpflicht), gibt es ein Trittbrettfahrerproblem.
Typische Gemeingüter sind Bildungseinrichtungen (Kindergärten, Schulen, Universitäten), Luft, öffentliche Einrichtungen, öffentliche Gebäude, öffentliche Verkehrsmittel, Umwelt oder Verkehrsinfrastrukturen (Straßennetz, Schienennetz, Luftstraßennetz, Wasserstraßennetz und deren Umschlagplätze wie Bahnhöfe, Flughäfen, Häfen). Auch die Wirtschaftspolitik wird zuweilen als Kollektivgut angesehen, von deren Auswirkungen die Wirtschaftssubjekte nicht ausgeschlossen werden können. Es steigen hierbei die Chancen Einzelner, bestimmte Maßnahmen als Trittbrettfahrer unentgeltlich und unentdeckt zu nutzen (siehe Mitnahmeeffekt).

## Übersicht
In der folgenden Tabelle wurden die Bezeichnungen den hier verwendeten angepasst. Open Access bedeutet in diesem Zusammenhang unbegrenzter Zugriff für die jeweils berechtigte Gruppe.
|                    | private Güter                                    | Kollektivgüter                | Kollektivgüter                                        | Kollektivgüter                                            |
|                    | Privates Gut                                     | Allmendegut                   | Restricted Access (mit Zugangsbeschränkung) (Klubgut) | Open Access (ohne Zugangsbeschränkung) (Öffentliches Gut) |
| ------------------ | ------------------------------------------------ | ----------------------------- | ----------------------------------------------------- | --------------------------------------------------------- |
| Gruppenbegrenzung  | eine Person                                      | für alle offen                | nur Mitglieder                                        | für alle offen                                            |
| Nutzungsbegrenzung | Nutzung durch individuelle Entscheidung begrenzt | Nutzung begrenzt durch Regeln | Nutzung unbegrenzt                                    | Nutzung unbegrenzt                                        |
| Beispiel           | private Wohnung                                  | Turnhalle eines Sportvereines | Pay-TV                                                | Wikipedia                                                 |

## Wirtschaftliche Aspekte
Da Gemeingüter meist kostenlos oder nicht kostendeckend zur Verfügung stehen, spielt die Zahlungsbereitschaft der Nachfrager lediglich eine untergeordnete Rolle; der Preis spiegelt die Präferenzen der Verbraucher wider. Gehören Netzwerke zu den Gemeingütern, spielen hier die Netzwerkeffekte und das Metcalfesche Gesetz eine große Rolle.
Gemeingüter ermöglichen es allen gesellschaftlichen Schichten, vom Nutzen eines Gutes zu profitieren. So kommt ihnen vor allem eine soziale Funktion zu: Die teilweise kostenlose Bereitstellung des Gutes Wissen zielt darauf ab, auch sozial schwächeren Schichten den Zugang zu diesem als positiv angesehenen, emanzipierenden Gut zu ermöglichen oder gar zu erzwingen (Schulpflicht). Man spricht in diesem Fall von meritorischen Gütern.
Bei Gemeingütern besteht die Gefahr des Auftretens des Trittbrettfahrerproblems. Dieses zeigt sich in Form des Aneignungsproblems, wenn frei verfügbare knappe Ressourcen übernutzt werden (→ Tragik der Allmende) oder in Form des Bereitstellungsproblems, wenn Gemeingüter nicht oder nicht ausreichend bereitgestellt werden können.

## Abgrenzung
Da reine öffentliche Güter für alle Nachfrager frei zugänglich sind, gehören sie den Gemeingütern. Allmendegüter bilden mit den öffentlichen Gütern die Gemeingüter, die sich durch die Nicht-Ausschließbarkeit auszeichnen. Alternative Bezeichnungen für Allmendegüter sind daher auch Quasikollektivgut oder unreines öffentliches Gut. Nicht zu verwechseln mit dem ökonomischen Begriff des Gemeinguts ist der Rechtsbegriff der Gemeinfreiheit von Werken, für die kein Urheberrecht mehr besteht.